# Lawton Redman
Lawton Redman (* 14. Juni 1976 in Middlebury) ist ein ehemaliger US-amerikanischer Biathlet.
Redman ging ab der Saison 2000/01 im Biathlon-Weltcup an den Start. In jener Saison blieb allerdings ein 53. Platz im Sprint von Lake Placid seine beste Platzierung, bei der er aber immerhin nur einen Schießfehler hatte. Außerdem nahm er an den Biathlon-Weltmeisterschaften 2001 teil, wo er 63. im Einzel und 88. im Sprint wurde. In der darauffolgenden Saison 2001/02 startete Redman nicht erneut im Weltcup, sondern nur bei den Olympischen Spielen, die jedoch auch zum Weltcup gezählt wurden. Deswegen konnte er seine beste Weltcupplatzierung um einen Rang verbessern, indem er 52. bei der olympischen Verfolgung in Salt Lake City wurde. Bei den olympischen Biathlonwettkämpfen in seinem Heimatland gelangen ihm zudem drei seiner besten fünf Weltcupplatzierungen überhaupt. Neben Winterwettkämpfen bestritt Redman auch Rennen im Sommerbiathlon. Bei den Weltmeisterschaften 2000 in Chanty-Mansijsk erreichte er bei einem Indrek-Tobreluts-Sieg einen fünften Platz im Einzel, Rang neun in der Verfolgung und wurde mit der Staffel Siebter.
Nach den Olympischen Spielen ging der Sportsoldat Redman nicht mehr bei internationalen Biathlon-Wettkämpfen an den Start. Stattdessen wurde er Übungsleiter bei der irakischen Armee.

## Biathlon-Weltcup-Platzierungen
Die Tabelle zeigt alle Platzierungen (je nach Austragungsjahr einschließlich Olympische Spiele und Weltmeisterschaften).
- 1.–3. Platz: Anzahl der Podiumsplatzierungen
- Top 10: Anzahl der Platzierungen unter den ersten zehn (einschließlich Podium)
- Punkteränge: Anzahl der Platzierungen innerhalb der Punkteränge (einschließlich Podium und Top 10)
- Starts: Anzahl gelaufener Rennen in der jeweiligen Disziplin

| Platzierung | Einzel | Sprint | Verfolgung | Massenstart | Staffel | Gesamt |
| ----------- | ------ | ------ | ---------- | ----------- | ------- | ------ |
| 1. Platz    |        |        |            |             |         |        |
| 2. Platz    |        |        |            |             |         |        |
| 3. Platz    |        |        |            |             |         |        |
| Top 10      |        |        |            |             |         |        |
| Punkteränge |        |        |            |             | 2       | 2      |
| Starts      | 3      | 9      | 1          |             | 2       | 15     |